# Derbi Eterno de Bulgaria

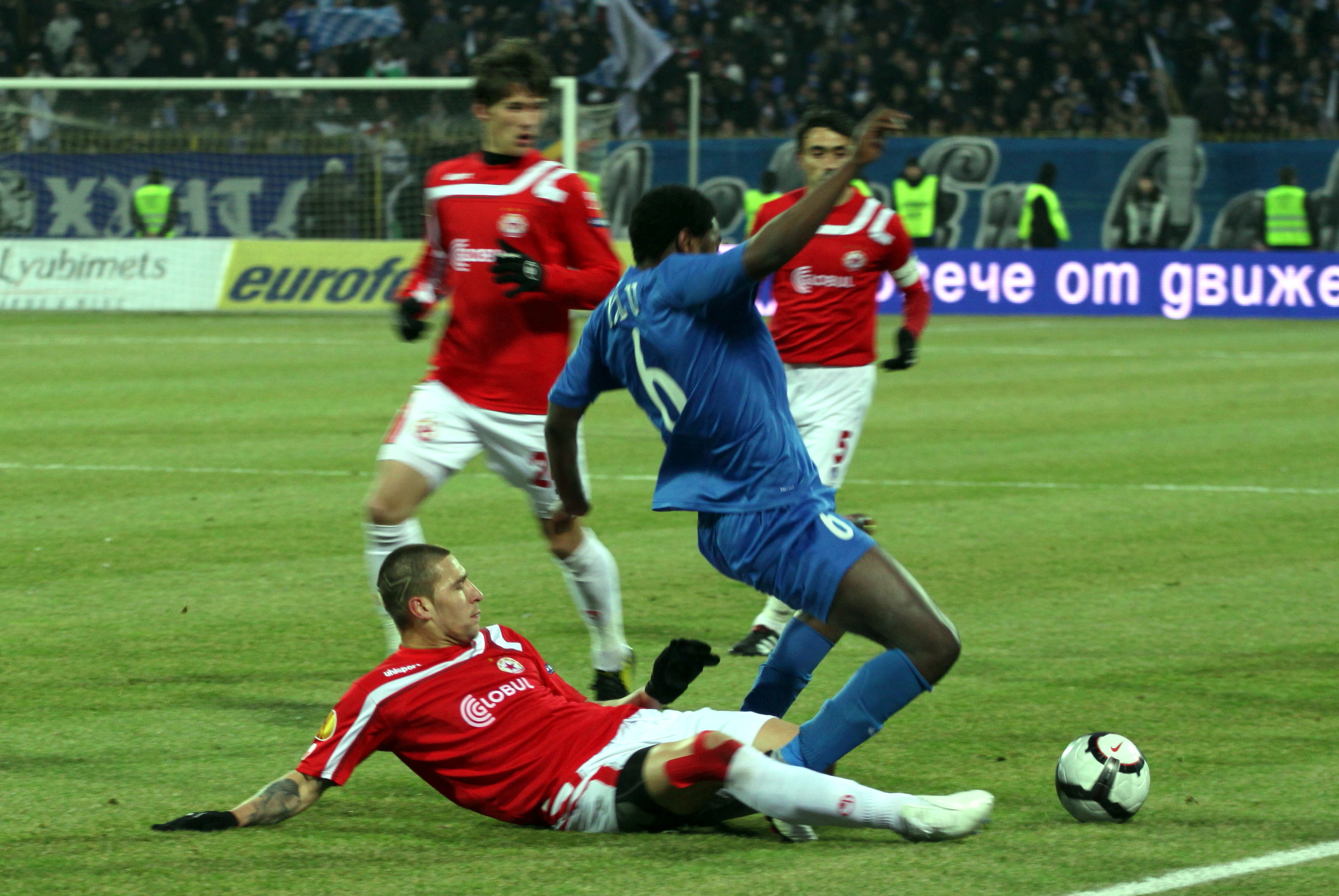
Imagen de un Levski-CSKA en 2011.

El Derbi Eterno del fútbol búlgaro, o simplemente el Derbi Eterno, (en búlgaro: Вечно дерби) es el nombre del derbi nacional de fútbol entre los dos clubes de fútbol más populares y exitosos de Sofía y de Bulgaria: el PFC Levski Sofia y el PFC CSKA Sofia. Ambos clubes han ganado 26 y 31 títulos de campeonatos nacionales, y 26 y 21 títulos de Copa de Bulgaria, respectivamente.

## Historia

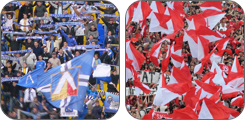
Afición del Levski Sofia (izquierda) y CSKA Sofia (derecha).

La rivalidad comenzó a finales de 1940, cuando el club recién fundado del CSKA se convirtió en campeón en su primer año en el fútbol competitivo en 1948. Ambas temporadas de 1948-49 y 1950, terminaron con los dos equipos enfrentados entre sí en una emocionante final de la Copa del ejército soviético, en la que el Levski Sofia ganó en sendas ocasiones después de la prórroga de la repetición de la segunda final, ya que los dos últimos partidos de la final había terminado en empates.
Durante los años, los dos equipos se convirtieron en los más grandes y exitosos, amasando grandes bases de aficionados. Los enfrentamientos entre los clubes y sus aficionados se volvieron algo común y con frecuencia dio lugar a tensos encuentros en el terreno de juego y los enfrentamientos entre los aficionados más radicales fuera del campo. La hostilidad llegó a su clímax el 19 de junio de 1985, durante la final de la Copa de Bulgaria celebrada en el estadio Nacional Vasil Levski, cuando después de muchas decisiones arbitrales polémicas ambos equipos demostraron poco espíritu deportivo al protagonizar espectaculares peleas entre ellos en el terreno de juego. El 21 de junio, el Comité Central del Partido Comunista Búlgaro emitió un decreto que disolvió los dos clubes. El, por aquel entonces, llamado CSKA Septemvriysko zname tuvo que ser refundado como Sredets y el Levski como Vitosha. A seis jugadores (incluyendo Hristo Stoichkov y Borislav Mikhailov) se les prohibió de por vida jugar al fútbol profesional, al igual que muchos otros jugadores y miembros del cuerpo técnico por períodos de tres meses a un año. Un año más tarde la decisión fue abolida y los jugadores continuaron sus carreras deportivas.

## Resumen de resultados
Actualizado al 17 de abril de 2023
| Competición | Partidos | Victorias del Levski Sofia | Empates | Victorias del CSKA Sofia | Diferencia de goles |
| ----------- | -------- | -------------------------- | ------- | ------------------------ | ------------------- |
| Liga        | 159      | 56                         | 46      | 57                       | 209:218             |
| Copa        | 41       | 22                         | 10      | 9                        | 69:45               |
| Otro        | 13       | 6                          | 2       | 5                        | 14:18               |
| Total       | 213      | 84                         | 58      | 71                       | 292:281             |

Nota: Todos los partidos que han terminado con una victoria en la prórroga se representan como una victoria para el respectivo club. Todos los partidos que han terminado con una tanda de penaltis se representan como empates con el resultado final después de 120 minutos.

## Historial de partidos
| Season    | Fecha                    | Partido                                      | Estadio                       | Aforo  | Competición                                                |
| --------- | ------------------------ | -------------------------------------------- | ----------------------------- | ------ | ---------------------------------------------------------- |
| 1948      | 5 de mayo de 1948        | Levski Sofia 1-0 CSKA Sofia                  | Yunak Stadium                 | 12,000 | Primera División de Sofía                                  |
| 1948      | 5 de septiembre de 1948  | Levski Sofia 2–1 CSKA Sofia                  | Yunak Stadium                 | 30,000 | Campeonato de Fútbol de la República Búlgara Primera final |
| 1948      | 9 de septiembre de 1948  | CSKA Sofia 3–1 Levski Sofia                  | Yunak Stadium                 | 30,000 | Campeonato de Fútbol de la República Búlgara Segunda final |
| 1948–49   | 11 de diciembre de 1948  | Levski Sofia 1–0 CSKA Sofia                  | Yunak Stadium                 | 15,000 | A PFG                                                      |
| 1948–49   | 8 de mayo de 1949        | CSKA Sofia 1–1 Levski Sofia                  | Yunak Stadium                 | 35,000 | Copa de Bulgaria Final №1                                  |
| 1948–49   | 16 de mayo de 1949       | Levski Sofia 2–2 CSKA Sofia                  | Yunak Stadium                 | 35,000 | Copa de Bulgaria Final №2                                  |
| 1948–49   | 17 de mayo de 1949       | Levski Sofia 2–1 CSKA Sofia                  | Yunak Stadium                 | 35,000 | Copa de Bulgaria Final №3                                  |
| 1948–49   | 13 de julio de 1949      | Levski Sofia 0–0 CSKA Sofia                  | Yunak Stadium                 | 18,000 | A PFG                                                      |
| 1949      | 8 de diciembre de 1949   | Levski Sofia 2–0 CSKA Sofia                  | Yunak Stadium                 | 15,000 | Clasif. de Sofía para A PFG                                |
| 1950      | 23 de marzo de 1950      | Levski Sofia 1–0 CSKA Sofia                  | Yunak Stadium                 | 15,000 | A PFG                                                      |
| 1950      | 11 de junio de 1950      | CSKA Sofia 0–0 Levski Sofia                  | Balgarska Armiya Stadium      | 20,000 | A PFG                                                      |
| 1950      | 26 de noviembre de 1950  | Levski Sofia 1–1 CSKA Sofia                  | Yunak Stadium                 | 30,000 | Copa de Bulgaria Final №1                                  |
| 1950      | 27 de noviembre de 1950  | CSKA Sofia 1–1 Levski Sofia                  | Balgarska Armiya Stadium      | 30,000 | Copa de Bulgaria Final №2                                  |
| 1950      | 3 de diciembre de 1950   | Levski Sofia 0–0 (1-0) Extra time CSKA Sofia | Yunak Stadium                 | 30,000 | Copa de Bulgaria Final №3                                  |
| 1950      | 24 de diciembre de 1950  | Levski Sofia 1–0 CSKA Sofia                  | Yunak Stadium                 | 20,000 | Copa Cumpleaños Iósif Stalin - Final                       |
| 1951      | 6 de mayo de 1951        | CSKA Sofia 2–1 Levski Sofia                  | Balgarska Armiya Stadium      | 25,000 | A PFG                                                      |
| 1951      | 12 de septiembre de 1951 | CSKA Sofia 0–2 Levski Sofia                  | Balgarska Armiya Stadium      | 25,000 | A PFG                                                      |
| 1951      | 3 de noviembre de 1951   | CSKA Sofia 3–0 Levski Sofia                  | Balgarska Armiya Stadium      | 25,000 | Copa de Bulgaria ½ Final                                   |
| 1952      | 4 de abril de 1952       | Levski Sofia 1–3 CSKA Sofia                  | Yunak Stadium                 | 20,000 | A PFG                                                      |
| 1952      | 23 de septiembre de 1952 | Levski Sofia 0–1 CSKA Sofia                  | Spartak Stadium               | 20,000 | A PFG                                                      |
| 1953      | 29 de marzo de 1953      | CSKA Sofia 0–1 Levski Sofia                  | Balgarska Armiya Stadium      | 25,000 | A PFG                                                      |
| 1953      | 29 de septiembre de 1953 | Levski Sofia 0–5 CSKA Sofia                  | Vasil Levski National Stadium | 40,000 | A PFG                                                      |
| 1954      | 20 de marzo de 1954      | CSKA Sofia 2–2 Levski Sofia                  | Balgarska Armiya Stadium      | 30,000 | A PFG                                                      |
| 1954      | 15 de noviembre de 1954  | CSKA Sofia 3–1 Levski Sofia                  | Balgarska Armiya Stadium      | 25,000 | A PFG                                                      |
| 1955      | 13 de marzo de 1955      | CSKA Sofia 3–1 Levski Sofia                  | Vasil Levski National Stadium | 50,000 | A PFG                                                      |
| 1955      | 30 de septiembre de 1955 | Levski Sofia 0–3 CSKA Sofia                  | Vasil Levski National Stadium | 50,000 | A PFG                                                      |
| 1956      | 8 de abril de 1956       | Levski Sofia 1–1 CSKA Sofia                  | Vasil Levski National Stadium | 40,000 | A PFG                                                      |
| 1956      | 1 de agosto de 1956      | CSKA Sofia 3–1 Levski Sofia                  | Vasil Levski National Stadium | 45,000 | A PFG                                                      |
| 1957      | 14 de abril de 1957      | Levski Sofia 0–4 CSKA Sofia                  | Vasil Levski National Stadium | 50,000 | A PFG                                                      |
| 1957      | 28 de agosto de 1957     | CSKA Sofia 0–0 Levski Sofia                  | Vasil Levski National Stadium | 50,000 | A PFG                                                      |
| 1957      | 23 de octubre de 1957    | Levski Sofia 0–0 (2-0) Extra time CSKA Sofia | Vasil Levski National Stadium | 50,000 | Copa de Bulgaria ½ Final                                   |
| 1958      | 6 de julio de 1958       | CSKA Sofia 2–2 Levski Sofia                  | Vasil Levski National Stadium | 40,000 | A PFG                                                      |
| 1958–59   | 23 de agosto de 1958     | CSKA Sofia 2–0 Levski Sofia                  | Vasil Levski National Stadium | 50,000 | A PFG                                                      |
| 1958–59   | 8 de marzo de 1958       | Levski Sofia 1–0 CSKA Sofia                  | Vasil Levski National Stadium | 50,000 | A PFG                                                      |
| 1959–60   | 29 de noviembre de 1959  | Levski Sofia 1–1 CSKA Sofia                  | Vasil Levski National Stadium | 50,000 | A PFG                                                      |
| 1959–60   | 29 de mayo de 1960       | CSKA Sofia 3–2 Levski Sofia                  | Vasil Levski National Stadium | 50,000 | A PFG                                                      |
| 1960–61   | 16 de septiembre de 1960 | Levski Sofia 1–0 CSKA Sofia                  | Vasil Levski National Stadium | 50,000 | A PFG                                                      |
| 1960–61   | 12 de marzo de 1961      | CSKA Sofia 2–0 Levski Sofia                  | Vasil Levski National Stadium | 50,000 | A PFG                                                      |
| 1961–62   | 26 de noviembre de 1961  | Levski Sofia 1–1 CSKA Sofia                  | Vasil Levski National Stadium | 50,000 | A PFG                                                      |
| 1961–62   | 15 de julio de 1962      | CSKA Sofia 3–6 Levski Sofia                  | Vasil Levski National Stadium | 50,000 | A PFG                                                      |
| 1962–63   | 27 de diciembre de 1962  | Levski Sofia 3–2 CSKA Sofia                  | Vasil Levski National Stadium | 40,000 | A PFG                                                      |
| 1962–63   | 25 de mayo de 1963       | CSKA Sofia 1–1 Levski Sofia                  | Vasil Levski National Stadium | 45,000 | A PFG                                                      |
| 1963–64   | 6 de octubre de 1963     | Levski Sofia 2–1 CSKA Sofia                  | Vasil Levski National Stadium | 50,000 | A PFG                                                      |
| 1963–64   | 18 de abril de 1964      | CSKA Sofia 1–2 Levski Sofia                  | Vasil Levski National Stadium | 45,000 | A PFG                                                      |
| 1964–65   | 13 de septiembre de 1964 | Levski Sofia 1–0 CSKA Sofia                  | Vasil Levski National Stadium | 50,000 | A PFG                                                      |
| 1964–65   | 10 de abril de 1965      | CSKA Sofia 0–3 Levski Sofia                  | Slavia Stadium                | 38,000 | A PFG                                                      |
| 1964–65   | 8 de septiembre de 1965  | CSKA Sofia 3–2 Levski Sofia                  | Slavia Stadium                | 30,000 | Copa de Bulgaria Final                                     |
| 1965–66   | 10 de abril de 1966      | CSKA Sofia 1–0 Levski Sofia                  | Vasil Levski National Stadium | 62,000 | A PFG                                                      |
| 1965–66   | 28 de abril de 1966      | Levski Sofia 0–3 CSKA Sofia                  | Vasil Levski National Stadium | 60,000 | A PFG                                                      |
| 1966–67   | 3 de septiembre de 1966  | CSKA Sofia 3–1 Levski Sofia                  | Vasil Levski National Stadium | 50,000 | A PFG                                                      |
| 1966–67   | 11 de marzo de 1967      | Levski Sofia 1–1 CSKA Sofia                  | Vasil Levski National Stadium | 70,000 | A PFG                                                      |
| 1967–68   | 29 de octubre de 1967    | Levski Sofia 1–1 CSKA Sofia                  | Vasil Levski National Stadium | 65,000 | A PFG                                                      |
| 1967–68   | 15 de junio de 1968      | CSKA Sofia 0–0 Levski Sofia                  | Vasil Levski National Stadium | 65,000 | A PFG                                                      |
| 1968–69   | 17 de noviembre de 1968  | CSKA Sofia 2–7 Levski Sofia                  | Vasil Levski National Stadium | 55,000 | A PFG                                                      |
| 1968–69   | 30 de abril de 1969      | CSKA Sofia 2–1 Levski Sofia                  | Vasil Levski National Stadium | 40,000 | Copa de Bulgaria Final                                     |
| 1968–69   | 31 de mayo de 1969       | Levski Sofia 1–3 CSKA Sofia                  | Vasil Levski National Stadium | 70,000 | A PFG                                                      |
| 1969–70   | 1 de noviembre de 1969   | CSKA Sofia 4–2 Levski Sofia                  | Vasil Levski National Stadium | 60,000 | A PFG                                                      |
| 1969–70   | 7 de julio de 1970       | Levski Sofia 5–2 CSKA Sofia                  | Vasil Levski National Stadium | 32,000 | A PFG                                                      |
| 1969–70   | 25 de agosto de 1970     | Levski Sofia 2–1 CSKA Sofia                  | Vasil Levski National Stadium | 46,000 | Copa de Bulgaria Final                                     |
| 1970–71   | 20 de diciembre de 1970  | Levski Sofia 2–2 CSKA Sofia                  | Vasil Levski National Stadium | 35,000 | A PFG                                                      |
| 1970–71   | 14 de abril de 1971      | Levski Sofia 2–2 (5-4) (pen.) CSKA Sofia     | Vasil Levski National Stadium | 50,000 | Copa de Bulgaria ¼ Final                                   |
| 1970–71   | 28 de junio de 1971      | CSKA Sofia 0–1 Levski Sofia                  | Vasil Levski National Stadium | 60,000 | A PFG                                                      |
| 1971–72   | 18 de diciembre de 1971  | CSKA Sofia 0–1 Levski Sofia                  | Vasil Levski National Stadium | 35,000 | A PFG                                                      |
| 1971–72   | 5 de julio de 1972       | Levski Sofia 0–2 CSKA Sofia                  | Vasil Levski National Stadium | 35,000 | A PFG                                                      |
| 1972–73   | 17 de septiembre de 1972 | CSKA Sofia 2–2 Levski Sofia                  | Vasil Levski National Stadium | 30,000 | A PFG                                                      |
| 1972–73   | 24 de marzo de 1973      | Levski Sofia 1–2 CSKA Sofia                  | Vasil Levski National Stadium | 55,000 | A PFG                                                      |
| 1973–74   | 12 de noviembre de 1973  | CSKA Sofia 0–1 Levski Sofia                  | Vasil Levski National Stadium | 50,000 | A PFG                                                      |
| 1973–74   | 24 de abril de 1974      | Levski Sofia 1–1 CSKA Sofia                  | Vasil Levski National Stadium | 60,000 | A PFG                                                      |
| 1973–74   | 10 de agosto de 1974     | CSKA Sofia 1–1 (2-1) Extra time Levski Sofia | Vasil Levski National Stadium | 40,000 | Copa de Bulgaria Final                                     |
| 1974–75   | 28 de septiembre de 1974 | Levski Sofia 1–2 CSKA Sofia                  | Vasil Levski National Stadium | 40,000 | A PFG                                                      |
| 1974–75   | 18 de abril de 1975      | CSKA Sofia 1–0 Levski Sofia                  | Vasil Levski National Stadium | 55,000 | A PFG                                                      |
| 1975–76   | 4 de diciembre de 1975   | CSKA Sofia 1–4 Levski Sofia                  | Vasil Levski National Stadium | 45,000 | A PFG                                                      |
| 1975–76   | 7 de mayo de 1976        | Levski Sofia 1–3 CSKA Sofia                  | Vasil Levski National Stadium | 65,000 | A PFG                                                      |
| 1975–76   | 2 de junio de 1976       | Levski Sofia 2–2 (4-3) Extra time CSKA Sofia | Vasil Levski National Stadium | 65,000 | Copa de Bulgaria Final                                     |
| 1976–77   | 25 de septiembre de 1976 | Levski Sofia 3–2 CSKA Sofia                  | Vasil Levski National Stadium | 60,000 | A PFG                                                      |
| 1976–77   | 9 de abril de 1977       | CSKA Sofia 1–3 Levski Sofia                  | Vasil Levski National Stadium | 65,000 | A PFG                                                      |
| 1977–78   | 29 de octubre de 1977    | Levski Sofia 4–1 CSKA Sofia                  | Vasil Levski National Stadium | 50,000 | A PFG                                                      |
| 1977–78   | 20 de mayo de 1978       | CSKA Sofia 2–2 Levski Sofia                  | Vasil Levski National Stadium | 50,000 | A PFG                                                      |
| 1978–79   | 3 de diciembre de 1978   | CSKA Sofia 2–1 Levski Sofia                  | Vasil Levski National Stadium | 25,000 | A PFG                                                      |
| 1978–79   | 4 de abril de 1979       | Levski Sofia 2–1 CSKA Sofia                  | Vasil Levski National Stadium | 60,000 | Copa de Bulgaria ½ Final                                   |
| 1978–79   | 30 de mayo de 1979       | Levski Sofia 2–1 CSKA Sofia                  | Vasil Levski National Stadium | 65,000 | A PFG                                                      |
| 1979–80   | 1 de septiembre de 1979  | CSKA Sofia 1–1 Levski Sofia                  | Vasil Levski National Stadium | 50,000 | A PFG                                                      |
| 1979–80   | 22 de marzo de 1980      | Levski Sofia 2–3 CSKA Sofia                  | Vasil Levski National Stadium | 40,000 | A PFG                                                      |
| 1980–81   | 7 de octubre de 1980     | CSKA Sofia 2–2 Levski Sofia                  | Vasil Levski National Stadium | 55,000 | A PFG                                                      |
| 1980–81   | 25 de abril de 1981      | Levski Sofia 2–0 CSKA Sofia                  | Vasil Levski National Stadium | 35,000 | A PFG                                                      |
| 1980–81   | 10 de junio de 1981      | Levski Sofia 0–1 CSKA Sofia                  | Vasil Levski National Stadium | 25,000 | Copa de Bulgaria Final grupos                              |
| 1980–81   | 29 de julio de 1981      | Levski Sofia 2–0 CSKA Sofia                  | Vasil Levski National Stadium | 35,000 | Copa 1.300 Años de Bulgaria - Semifinal                    |
| 1981–82   | 5 de septiembre de 1981  | Levski Sofia 2–2 CSKA Sofia                  | Vasil Levski National Stadium | 55,000 | A PFG                                                      |
| 1981–82   | 13 de marzo de 1982      | CSKA Sofia 2–1 Levski Sofia                  | Vasil Levski National Stadium | 45,000 | A PFG                                                      |
| 1981–82   | 16 de junio de 1982      | Levski Sofia 4–0 CSKA Sofia                  | Vasil Levski National Stadium | 45,000 | Copa de Bulgaria Final                                     |
| 1982–83   | 15 de diciembre de 1982  | Levski Sofia 0–0 CSKA Sofia                  | Vasil Levski National Stadium | 30,000 | A PFG                                                      |
| 1982–83   | 2 de marzo de 1983       | Levski Sofia 1–1 (3-4) (pen.) CSKA Sofia     | Vasil Levski National Stadium | 40,000 | Copa del Ejército Soviético - ¼ Final                      |
| 1982–83   | 28 de mayo de 1983       | CSKA Sofia 0–3 Levski Sofia                  | Vasil Levski National Stadium | 40,000 | A PFG                                                      |
| 1983–84   | 10 de diciembre de 1983  | Levski Sofia 2–0 CSKA Sofia                  | Vasil Levski National Stadium | 17,000 | A PFG                                                      |
| 1983–84   | 14 de marzo de 1984      | CSKA Sofia 0–1 Levski Sofia                  | Vasil Levski National Stadium | 28,000 | Copa del Ejército Soviético - Semifinal                    |
| 1983–84   | 31 de marzo de 1984      | CSKA Sofia 1–3 Levski Sofia                  | Vasil Levski National Stadium | 25,000 | Copa de Bulgaria ½ Final                                   |
| 1983–84   | 3 de junio de 1984       | CSKA Sofia 1–3 Levski Sofia                  | Vasil Levski National Stadium | 50,000 | A PFG                                                      |
| 1984–85   | 22 de agosto de 1984     | CSKA Sofia 0–1 Levski Sofia                  | Vasil Levski National Stadium | 30,000 | A PFG                                                      |
| 1984–85   | 9 de marzo de 1985       | Levski Sofia 3–1 CSKA Sofia                  | Vasil Levski National Stadium | 31,000 | A PFG                                                      |
| 1984–85   | 19 de junio de 1985      | CSKA Sofia 2–1 Levski Sofia                  | Vasil Levski National Stadium | 35,000 | Copa de Bulgaria Final                                     |
| 1985–86   | 31 de agosto de 1985     | CSKA Sofia 1–2 Levski Sofia                  | Balgarska Armiya Stadium      | 30,000 | A PFG                                                      |
| 1985–86   | 22 de diciembre de 1985  | Levski Sofia 1–3 CSKA Sofia                  | Georgi Asparuhov Stadium      | 25,000 | A PFG                                                      |
| 1985–86   | 27 de abril de 1986      | CSKA Sofia 1–2 Levski Sofia                  | Vasil Levski National Stadium | 28,000 | Copa de Bulgaria Final                                     |
| 1986–87   | 23 de noviembre de 1986  | Levski Sofia 0–1 CSKA Sofia                  | Vasil Levski National Stadium | 25,000 | A PFG                                                      |
| 1986–87   | 13 de mayo de 1987       | CSKA Sofia 2–1 Levski Sofia                  | Vasil Levski National Stadium | 40,000 | Copa de Bulgaria Final                                     |
| 1986–87   | 30 de mayo de 1987       | CSKA Sofia 1–0 Levski Sofia                  | Vasil Levski National Stadium | 50,000 | A PFG                                                      |
| 1987–88   | 23 de agosto de 1987     | Levski Sofia 2–2 CSKA Sofia                  | Vasil Levski National Stadium | 40,000 | A PFG                                                      |
| 1987–88   | 13 de febrero de 1988    | CSKA Sofia 0–3 Levski Sofia                  | Vasil Levski National Stadium | 25,000 | Copa del Ejército Soviético - Octavos de final             |
| 1987–88   | 6 de marzo de 1988       | CSKA Sofia 2–3 Levski Sofia                  | Vasil Levski National Stadium | 40,000 | A PFG                                                      |
| 1987–88   | 11 de mayo de 1988       | Levski Sofia 1–4 CSKA Sofia                  | Vasil Levski National Stadium | 40,000 | Copa de Bulgaria Final                                     |
| 1988–89   | 17 de septiembre de 1988 | Levski Sofia 2–2 CSKA Sofia                  | Vasil Levski National Stadium | 35,000 | A PFG                                                      |
| 1988–89   | 1 de abril de 1989       | CSKA Sofia 2–1 Levski Sofia                  | Vasil Levski National Stadium | 40,000 | A PFG                                                      |
| 1989–90   | 1 de octubre de 1989     | CSKA Sofia 5–0 Levski Sofia                  | Vasil Levski National Stadium | 30,000 | A PFG                                                      |
| 1989–90   | 7 de abril de 1990       | Levski Sofia 2–2 CSKA Sofia                  | Vasil Levski National Stadium | 30,000 | A PFG                                                      |
| 1990–91   | 20 de octubre de 1990    | Levski Sofia 0–1 CSKA Sofia                  | Vasil Levski National Stadium | 25,000 | A PFG                                                      |
| 1990–91   | 13 de febrero de 1991    | CSKA Sofia 0–2 Levski Sofia                  | Tundzha Stadium - Yambol      | 20,000 | Copa de Bulgaria ¼ Grupos                                  |
| 1990–91   | 5 de mayo de 1991        | CSKA Sofia 1–1 Levski Sofia                  | Vasil Levski National Stadium | 20,000 | A PFG                                                      |
| 1991–92   | 23 de noviembre de 1991  | Levski Sofia 2–1 CSKA Sofia                  | Vasil Levski National Stadium | 35,000 | A PFG                                                      |
| 1991–92   | 24 de mayo de 1992       | CSKA Sofia 2–2 Levski Sofia                  | Vasil Levski National Stadium | 25,000 | A PFG                                                      |
| 1992–93   | 17 de octubre de 1992    | Levski Sofia 1–3 CSKA Sofia                  | Vasil Levski National Stadium | 25,000 | A PFG                                                      |
| 1992–93   | 8 de mayo de 1993        | CSKA Sofia 2–3 Levski Sofia                  | Vasil Levski National Stadium | 20,000 | A PFG                                                      |
| 1993–94   | 7 de noviembre de 1993   | Levski Sofia 2–1 CSKA Sofia                  | Vasil Levski National Stadium | 35,000 | A PFG                                                      |
| 1993–94   | 24 de abril de 1994      | CSKA Sofia 1–4 Levski Sofia                  | Vasil Levski National Stadium | 40,000 | A PFG                                                      |
| 1994–95   | 23 de septiembre de 1994 | CSKA Sofia 1–7 Levski Sofia                  | Vasil Levski National Stadium | 30,000 | A PFG                                                      |
| 1994–95   | 2 de abril de 1995       | Levski Sofia 3–0 CSKA Sofia                  | Vasil Levski National Stadium | 20,000 | A PFG                                                      |
| 1995–96   | 18 de noviembre de 1995  | Levski Sofia 3–1 CSKA Sofia                  | Vasil Levski National Stadium | 8,000  | A PFG                                                      |
| 1995–96   | 21 de febrero de 1996    | Levski Sofia 2–0 CSKA Sofia                  | Georgi Asparuhov Stadium      | 40,000 | Copa de la Liga ¼ Grupos                                   |
| 1995–96   | 3 de abril de 1996       | Levski Sofia 1–0 CSKA Sofia                  | Georgi Asparuhov Stadium      | 25,000 | Copa de Bulgaria Semifinal - Ida                           |
| 1995–96   | 17 de abril de 1996      | CSKA Sofia 2–4 Levski Sofia                  | Balgarska Armiya Stadium      | 25,000 | Copa de Bulgaria Semifinal - Vuelta                        |
| 1995–96   | 27 de abril de 1996      | CSKA Sofia 1–0 Levski Sofia                  | Vasil Levski National Stadium | 20,000 | A PFG                                                      |
| 1996–97   | 4 de noviembre de 1996   | CSKA Sofia 1–1 Levski Sofia                  | Vasil Levski National Stadium | 40,000 | A PFG                                                      |
| 1996–97   | 9 de noviembre de 1996   | CSKA Sofia 3–0 Levski Sofia                  | Balgarska Armiya Stadium      |        | Copa de la Liga ¼ Grupos                                   |
| 1996–97   | 4 de mayo de 1997        | Levski Sofia 0–2 CSKA Sofia                  | Vasil Levski National Stadium | 40,000 | A PFG                                                      |
| 1996–97   | 28 de mayo de 1997       | CSKA Sofia 3–1 levski Sofia                  | Vasil Levski National Stadium | 15,000 | Copa de Bulgaria Final                                     |
| 1997–98   | 24 de octubre de 1997    | CSKA Sofia 0–1 Levski Sofia                  | Vasil Levski National Stadium | 22,000 | A PFG                                                      |
| 1997–98   | 10 de abril de 1998      | Levski Sofia 3–3 CSKA Sofia                  | Vasil Levski National Stadium | 30,000 | A PFG                                                      |
| 1997–98   | 13 de mayo de 1998       | CSKA Sofia 0–5 Levski Sofia                  | Vasil Levski National Stadium | 50,000 | Copa de Bulgaria Final                                     |
| 1998–99   | 16 de agosto de 1994     | Levski Sofia 2–0 CSKA Sofia                  | Vasil Levski National Stadium | 18,000 | A PFG                                                      |
| 1998–99   | 6 de marzo de 1999       | CSKA Sofia 2–3 Levski Sofia                  | Slavia Stadium                | 23,000 | A PFG                                                      |
| 1999–2000 | 30 de octubre de 1999    | CSKA Sofia 1–0 Levski Sofia                  | Balgarska Armiya Stadium      | 20,000 | A PFG                                                      |
| 1999–2000 | 22 de marzo de 2000      | CSKA Sofia 0–1 Levski Sofia                  | Balgarska Armiya Stadium      | 20,000 | Copa de Bulgaria Cuartos de final - Ida                    |
| 1999–2000 | 5 de abril de 2000       | Levski Sofia 3–1 CSKA Sofia                  | Georgi Asparuhov Stadium      | 22,000 | Copa de Bulgaria Cuartos de final - Vuelta                 |
| 1999–2000 | 13 de mayo de 2000       | Levski Sofia 1–0 CSKA Sofia                  | Georgi Asparuhov Stadium      | 25,000 | A PFG                                                      |
| 2000–01   | 15 de octubre de 2000    | CSKA Sofia 1–1 Levski Sofia                  | Balgarska Armiya Stadium      | 20,000 | A PFG                                                      |
| 2000–01   | 22 de abril de 2001      | Levski Sofia 2–1 CSKA Sofia                  | Georgi Asparuhov Stadium      | 27,000 | A PFG                                                      |
| 2001–2002 | 30 de septiembre de 2001 | Levski Sofia 2–0 CSKA Sofia                  | Georgi Asparuhov Stadium      | 18,000 | A PFG Regular Season                                       |
| 2001–2002 | 2 de marzo de 2002       | CSKA Sofia 2–2 Levski Sofia                  | Balgarska Armiya Stadium      | 20,000 | A PFG Regular Season                                       |
| 2001–2002 | 24 de abril de 2002      | Levski Sofia 2–0 CSKA Sofia                  | Georgi Asparuhov Stadium      | 18,000 | A PFG Playoffs                                             |
| 2001–2002 | 15 de mayo de 2002       | CSKA Sofia 1–3 Levski Sofia                  | Slavia Stadium                | 18,000 | Copa de Bulgaria Final                                     |
| 2001–2002 | 26 de mayo de 2002       | CSKA Sofia 1–0 Levski Sofia                  | Balgarska Armiya Stadium      | 8,000  | A PFG Playoffs                                             |
| 2002–03   | 26 de octubre de 2002    | CSKA Sofia 3–0 Levski Sofia                  | Balgarska Armiya Stadium      | 18,000 | A PFG                                                      |
| 2002–03   | 16 de abril de 2003      | CSKA Sofia 0–1 Levski Sofia                  | Balgarska Armiya Stadium      | 15,000 | Copa de Bulgaria ½ Final - First Game                      |
| 2002–03   | 3 de mayo de 2003        | Levski Sofia 0–0 CSKA Sofia                  | Georgi Asparuhov Stadium      | 14,000 | Copa de Bulgaria ½ Final - Second Game                     |
| 2002–03   | 10 de mayo de 2003       | Levski Sofia 1–1 CSKA Sofia                  | Georgi Asparuhov Stadium      | 14,000 | A PFG                                                      |
| 2003–04   | 31 de octubre de 2004    | Levski Sofia 1–1 CSKA Sofia                  | Georgi Asparuhov Stadium      | 14,000 | A PFG                                                      |
| 2003–04   | 23 de abril de 2004      | CSKA Sofia 1–2 Levski Sofia                  | Balgarska Armiya Stadium      | 20,000 | A PFG                                                      |
| 2004–05   | 17 de octubre de 2004    | CSKA Sofia 2–2 Levski Sofia                  | Vasil Levski National Stadium | 16,000 | A PFG                                                      |
| 2004–05   | 23 de abril de 2005      | Levski Sofia 0–1 CSKA Sofia                  | Vasil Levski National Stadium | 24,000 | A PFG                                                      |
| 2004–05   | 25 de mayo de 2005       | Levski Sofia 2–1 CSKA Sofia                  | Vasil Levski National Stadium | 11,000 | Copa de Bulgaria Final                                     |
| 2005–06   | 31 de julio de 2005      | CSKA Sofia 1–1 (1-3) (pen.) Levski Sofia     | Vasil Levski National Stadium | 10,000 | Supercopa de Bulgaria                                      |
| 2005–06   | 11 de septiembre de 2005 | Levski Sofia 1–1 CSKA Sofia                  | Vasil Levski National Stadium | 15,000 | A PFG                                                      |
| 2005–06   | 2 de abril de 2006       | CSKA Sofia 0–1 Levski Sofia                  | Vasil Levski National Stadium | 15,000 | A PFG                                                      |
| 2006–07   | 30 de julio de 2006      | Levski Sofia 0–0 (0-3) (pen.) CSKA Sofia     | Vasil Levski National Stadium | 10,000 | Supercopa de Bulgaria                                      |
| 2006–07   | 17 de septiembre de 2006 | Levski Sofia 1–0 CSKA Sofia                  | Vasil Levski National Stadium | 13,000 | A PFG                                                      |
| 2006–07   | 8 de abril de 2007       | CSKA Sofia 0–1 Levski Sofia                  | Vasil Levski National Stadium | 23,000 | A PFG                                                      |
| 2007–08   | 2 de diciembre de 2007   | Levski Sofia 0–1 CSKA Sofia                  | Vasil Levski National Stadium | 17,000 | A PFG                                                      |
| 2007–08   | 10 de mayo de 2008       | CSKA Sofia 1–1 Levski Sofia                  | Balgarska Armiya Stadium      | 17,500 | A PFG                                                      |
| 2008–09   | 11 de noviembre de 2008  | Levski Sofia 1–1 CSKA Sofia                  | Vasil Levski National Stadium | 17,420 | A PFG                                                      |
| 2008–09   | 9 de mayo de 2009        | CSKA Sofia 0–2 Levski Sofia                  | Vasil Levski National Stadium | 22,700 | A PFG                                                      |
| 2009–10   | 20 de septiembre de 2009 | CSKA Sofia 2–0 Levski Sofia                  | Vasil Levski National Stadium | 14,000 | A PFG                                                      |
| 2009–10   | 27 de marzo de 2010      | Levski Sofia 0–0 CSKA Sofia                  | Vasil Levski National Stadium | 12,000 | A PFG                                                      |
| 2010–11   | 1 de agosto de 2010      | CSKA Sofia 0–1 Levski Sofia                  | Vasil Levski National Stadium | 12,000 | A PFG                                                      |
| 2010–11   | 26 de febrero de 2011    | Levski Sofia 1–3 CSKA Sofia                  | Georgi Asparuhov Stadium      | 17,480 | A PFG                                                      |
| 2011–12   | 28 de octubre de 2011    | CSKA Sofia 1–0 Levski Sofia                  | Vasil Levski National Stadium | 12,000 | A PFG                                                      |
| 2011–12   |                          | Levski Sofia – CSKA Sofia                    | Vasil Levski National Stadium |        | A PFG                                                      |

## Estadísticas
Las estadídsticas incluyen datos de todas las competiciones hasta el 1 de agosto de 2010. Los jugadores representados en negrita continúan en activo.

### Mayores victorias
Levski
7:1 - 23 de septiembre de 1994

7:2 - 17 de noviembre de 1968

5:0 - 13 de mayo de 1998

4:0 - 16 de junio de 1982
CSKA
5:0 - 23 de septiembre de 1959

5:0 - 1 de octubre de 1989

4:0 - 14 de abril de 1957

### Partidos disputados
35 - Manol Manolov (CSKA)

32 - Stefan Bozhkov (CSKA)

31 - Emil Spasov (Levski)

### Goles
15 - Georgi Ivanov (Levski)

14 - Nasko Sirakov (Levski)

12 - Pavel Panov (Levski)

11 - Dimitar Milanov (CSKA)

### Asistencia
Mayor asistencia: 70.000 - 11 de marzo de 1967, Vasil Levski National Stadium (Levski 1:1 CSKA)

Menor asistencia: 8.000 - 26 de mayo de 2002, Balgarska Armiya Stadium (CSKA 1:0 Levski)